# Naturschutzgebiet Unteres Kerspetal
Das Naturschutzgebiet  Unteres Kerspetal ist ein rund 34 ha großes Naturschutzgebiet (NSG) westlich von Kierspe im Märkischen Kreis in Nordrhein-Westfalen. Das NSG wurde 2003 vom Kreistag des Märkischen Kreises mit dem Landschaftsplan Nr. 7 Kierspe ausgewiesen. Es besteht aus zwei Teilflächen.

## Gebietsbeschreibung
Die Kerspe fließt in diesem NSG in einem Kerbsohlental östlich von Kierspe ausgehend in nordwestlicher Richtung der Kerspe-Talsperre zu. Das Bachbett variiert in eine Breite von 0,6–2 m, ist steinig-kiesieg geprägt und weist einige Sohlschwellen auf. Im östlichen Bereich dominieren weitläufige, offene Feuchtgrünlandflächen. Im westlichen Bereich begleitet Kerspe-Bach ein Erlenwald mit artenreicher Krautschicht, sumpfig-nassen Rinnen, in denen Sumpf-Dotterblume, Bitteres Schaumkraut und Gegenblättriges Milzkraut wächst. Entlang einer Rinne wächst kleinflächig ein Schnabel-Seggen-Röhrichtsaum. Bei den Nasswäldern handelt es sich um Bach-Erlen-Eschenwald und Erlen-Sumpfwald. An den Unterhängen steht flechtenreicher Eichenwald.
Bei den im Naturschutzgebiet vorkommenden Tierarten ist besonders der vom Aussterben bedrohte Kiebitz hervorzuheben. Sein bevorzugtes Bruthabitat – offene, ungestörte Wiesenflächen in der Nähe zu Gewässern – sind im NSG vorhanden.

## Schutzzweck
Schutzziele sind:
- Erhaltung und Entwicklung eines regional wertvollen, überwiegend durch Nass- und Feuchtgrünland geprägten Wiesentales,
- Erhalt und Entwicklung naturnaher Nassbereiche (Bach-Erlen-Eschenwald, Erlensumpfwald) als Lebensraum zahlreicher Pflanzen- und Tiergemeinschaften mit gefährdeten Arten,
- Erhaltung zweier flechtenreicher Laubwaldbestände einschließlich der unmittelbar angrenzenden Fichtenbestände.[3]

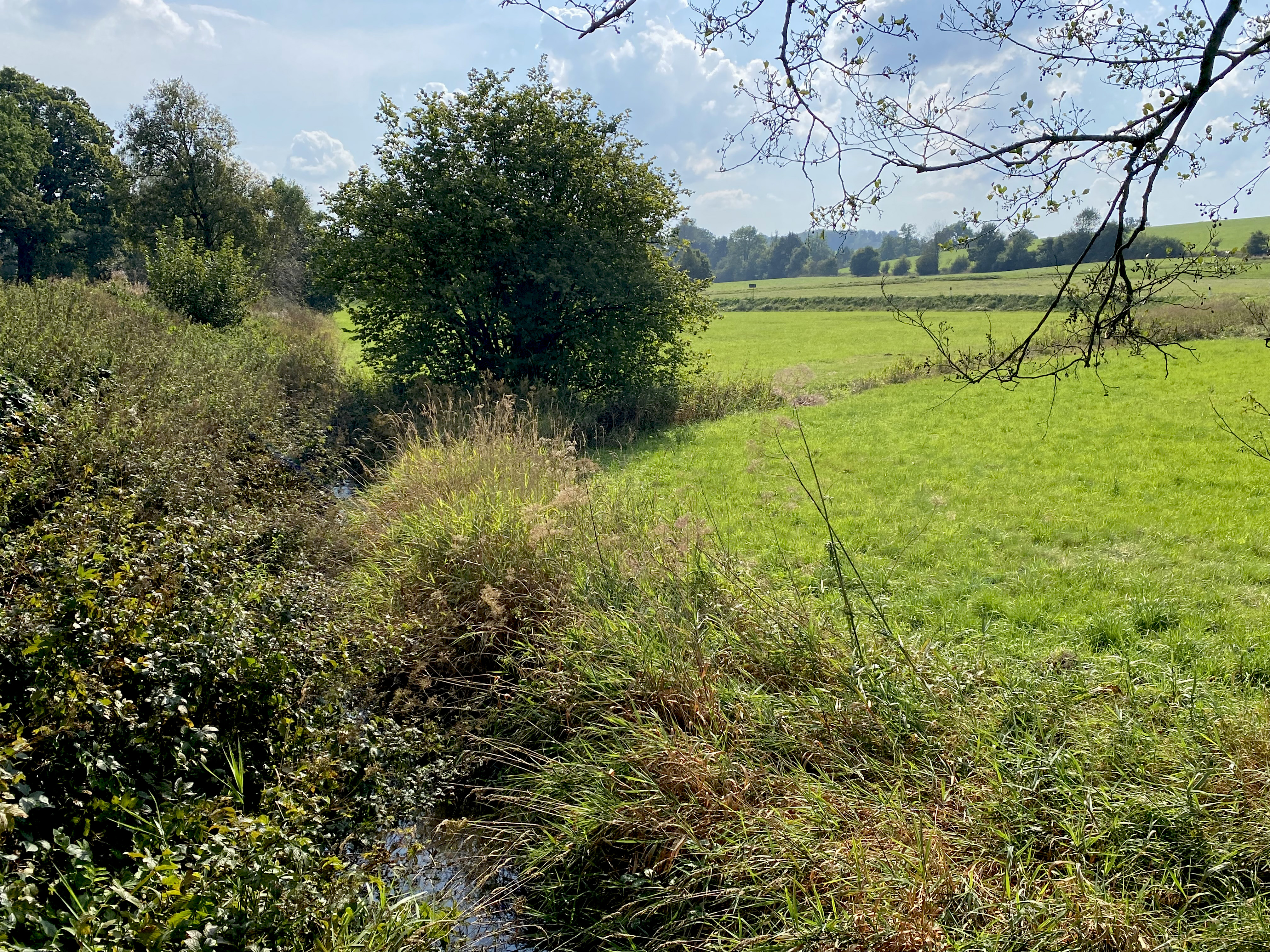
Der Kerspe-Bach im Feuchtgrünland
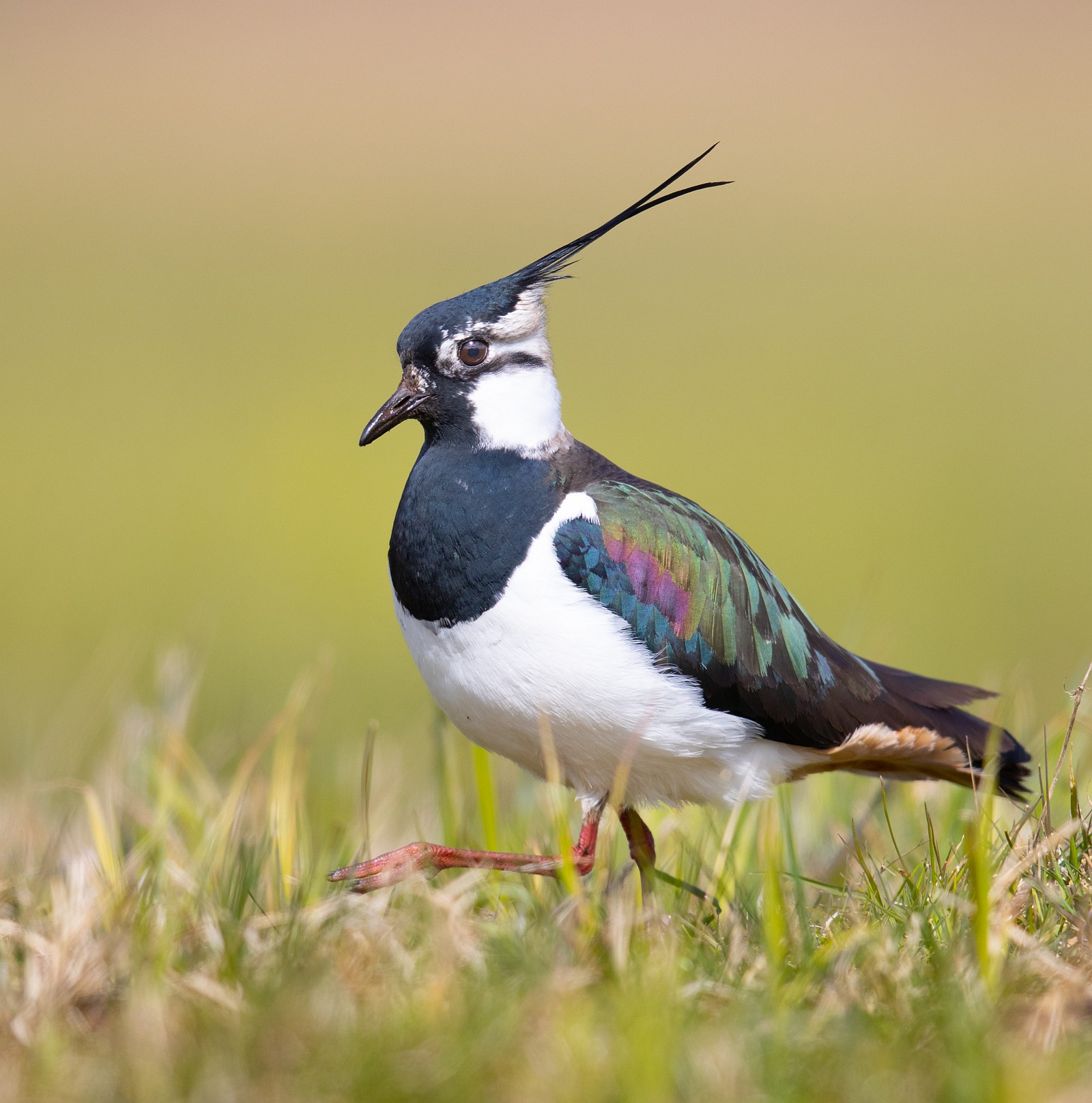
Der seltene Kiebitz ist im NSG heimisch
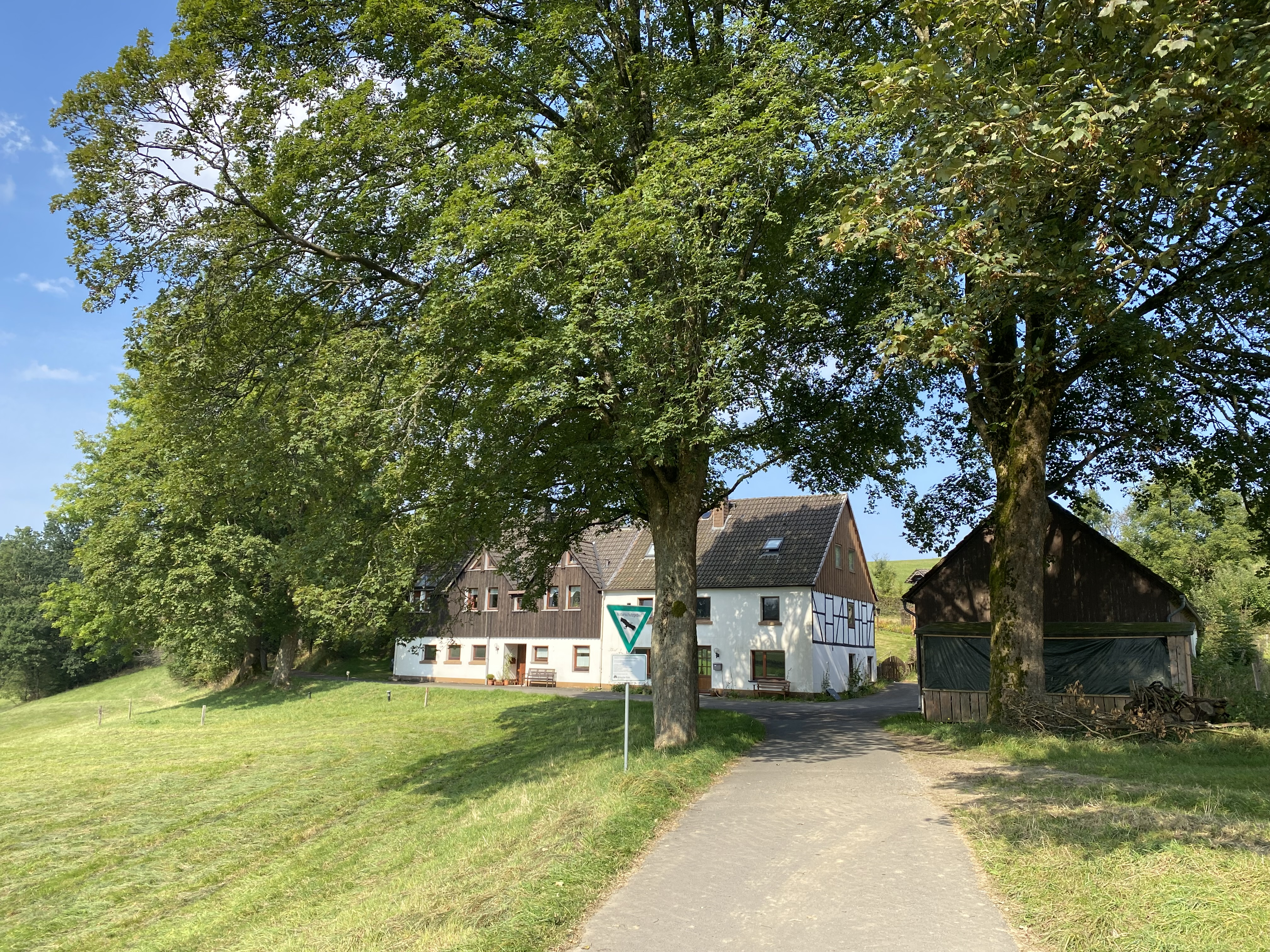
Die Hofschaft Thal
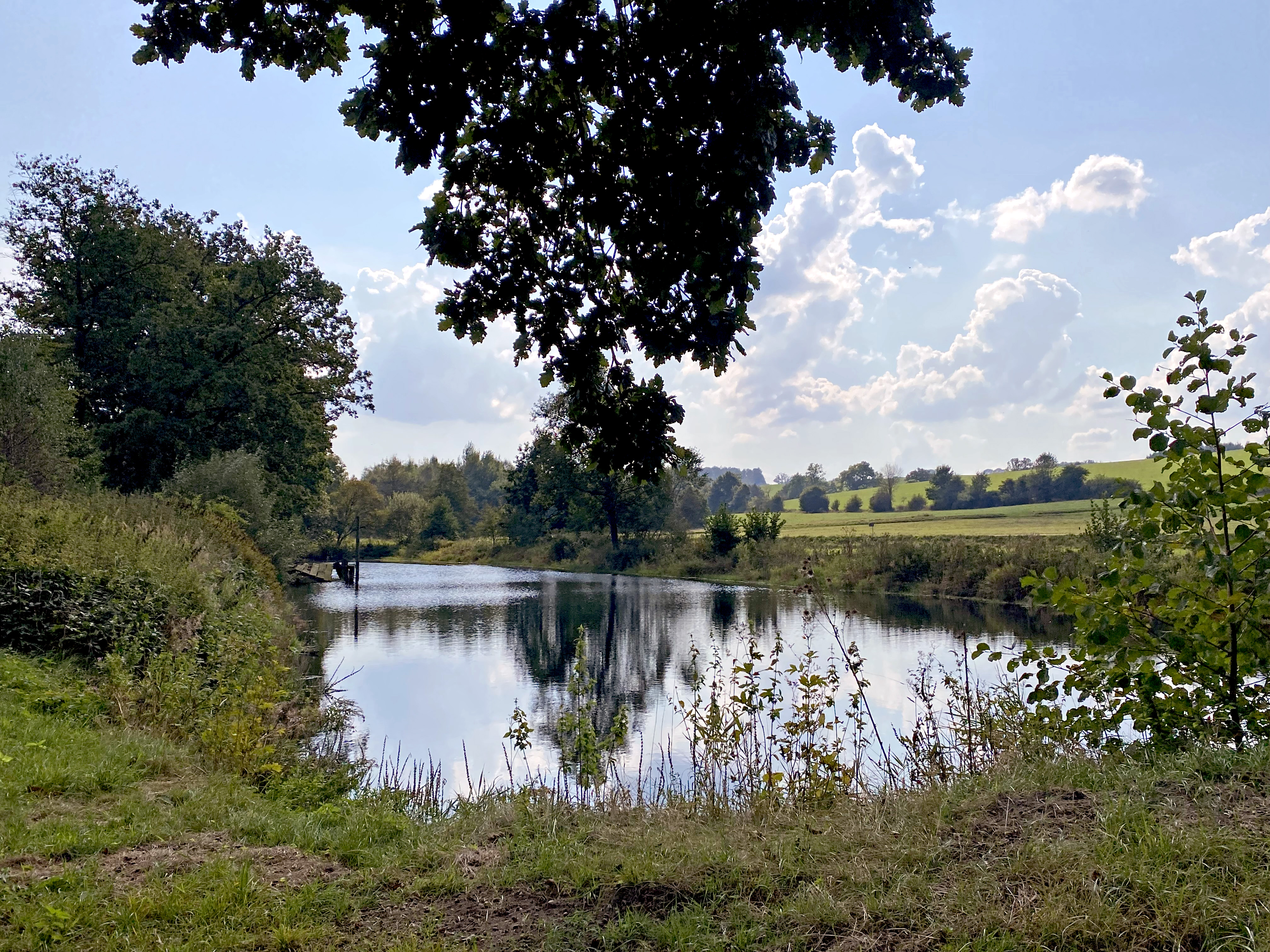
Teichanlage bei Bruch im Kerspetal
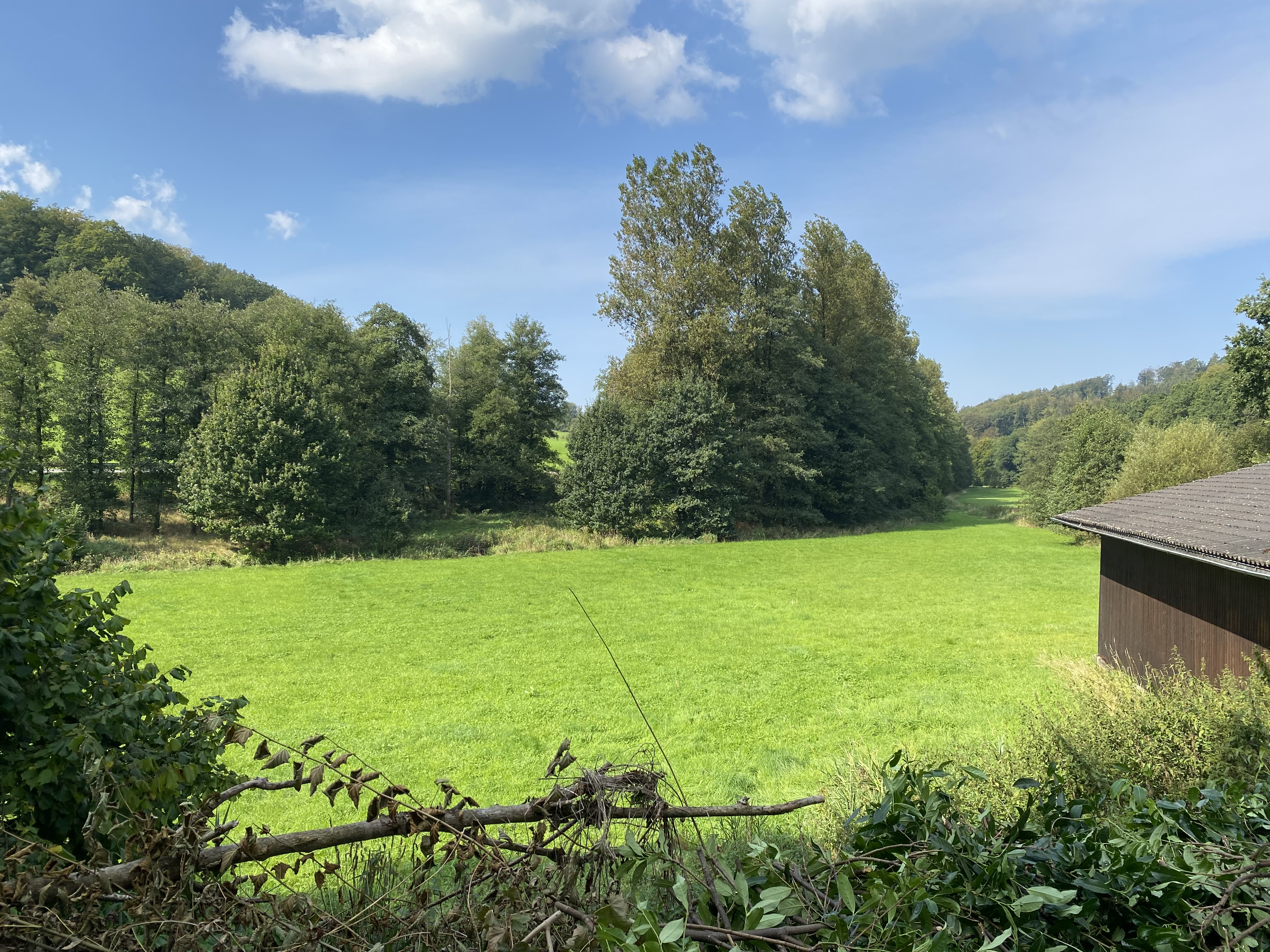
Die Kerspe-Bachaue bei Gut Bremecke
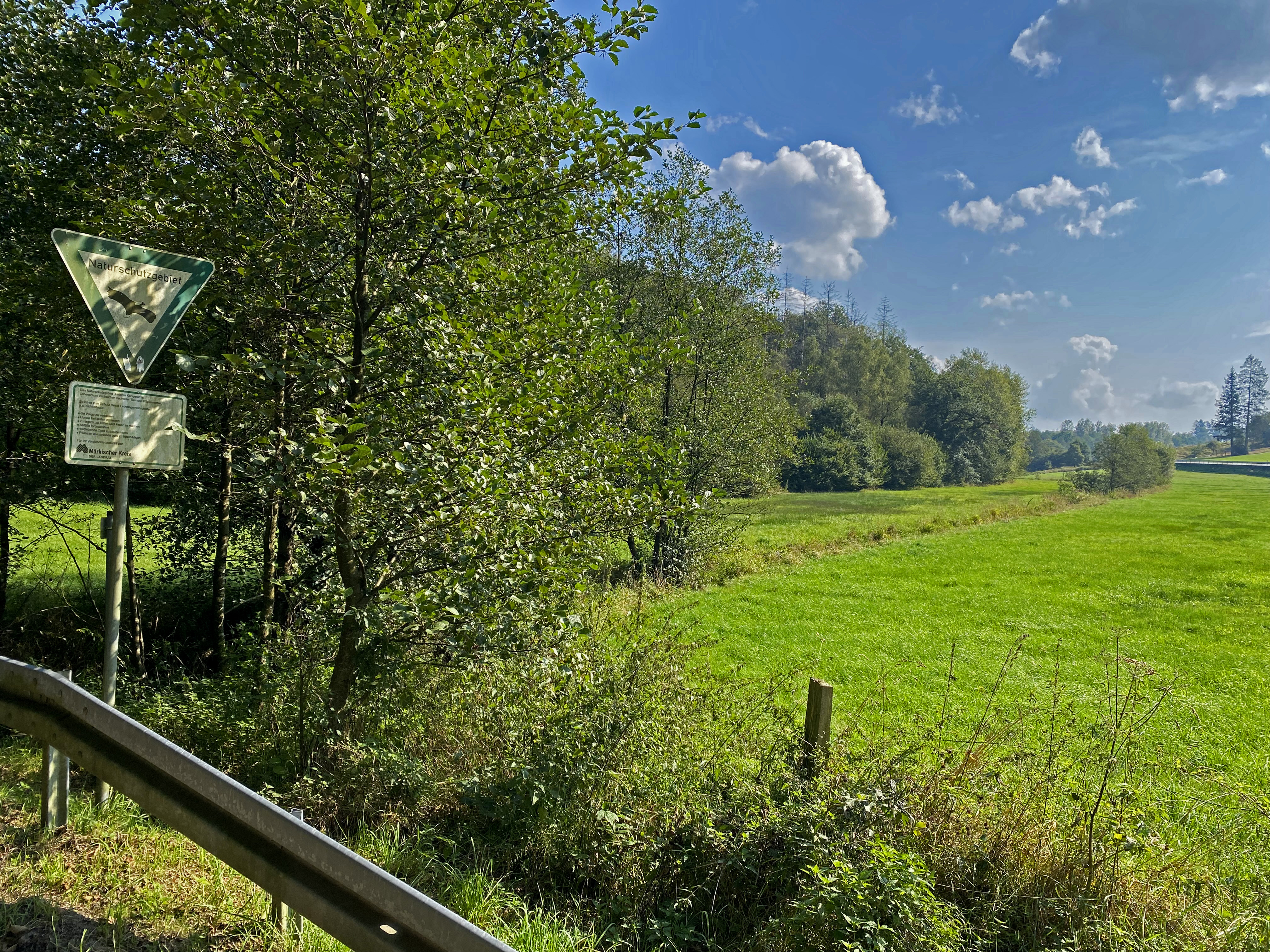
Der Kerspe-Bach durchfließt Feuchtgrünland
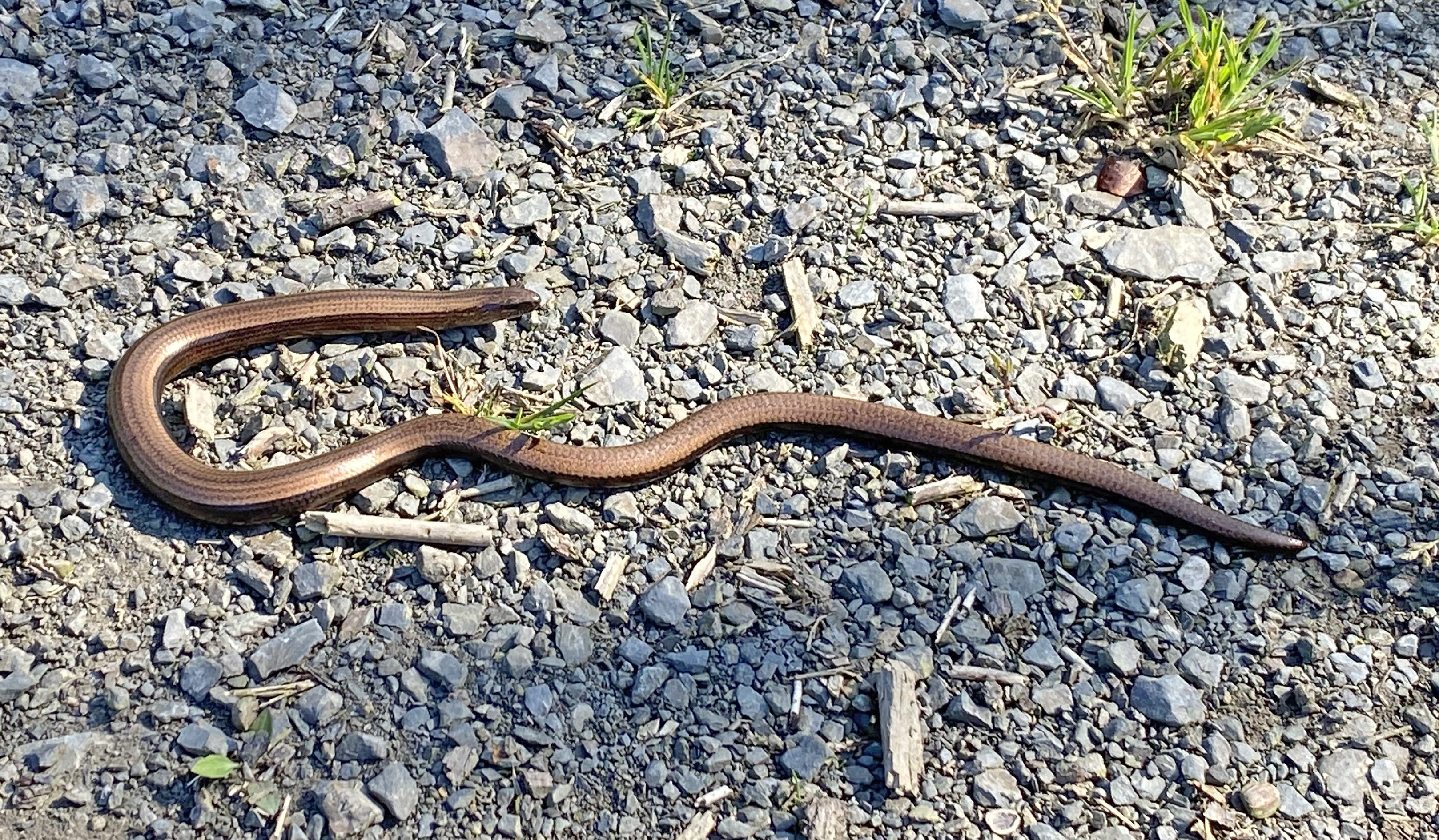
Blindschleiche sonnt sich auf  einem Forstweg
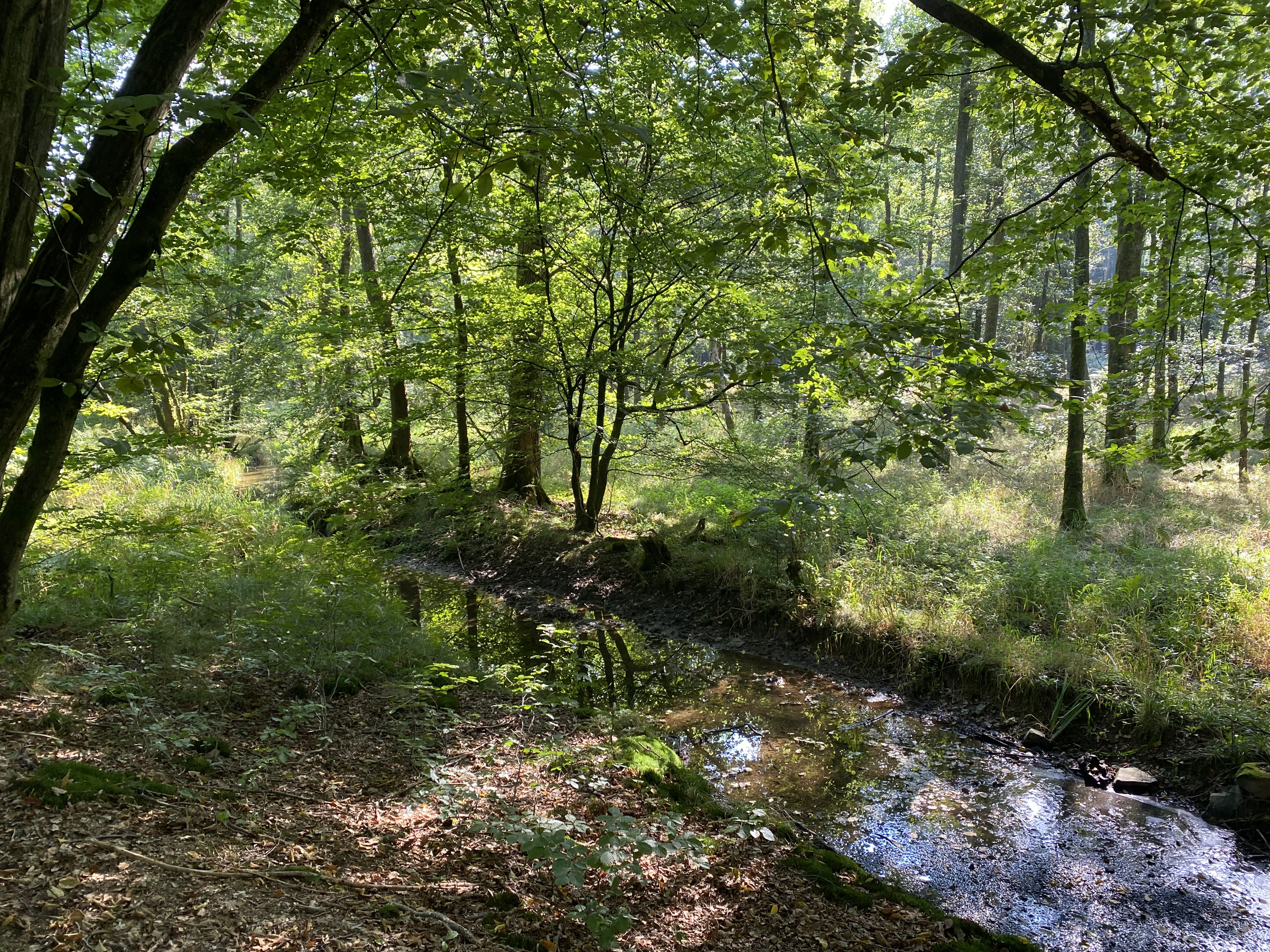
Die Kerspe im Auwald
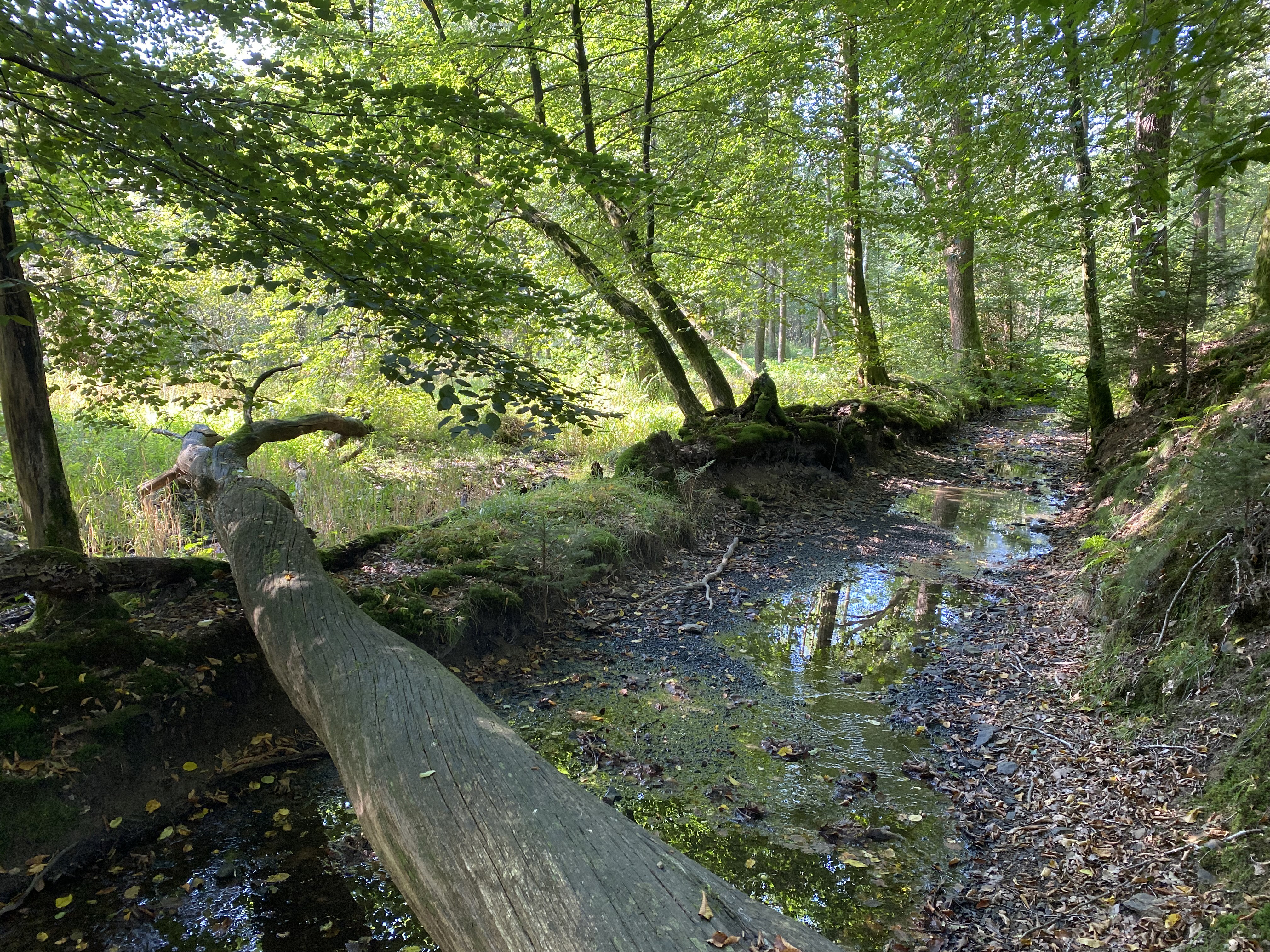
Kerspe-Bachtal im Auwald
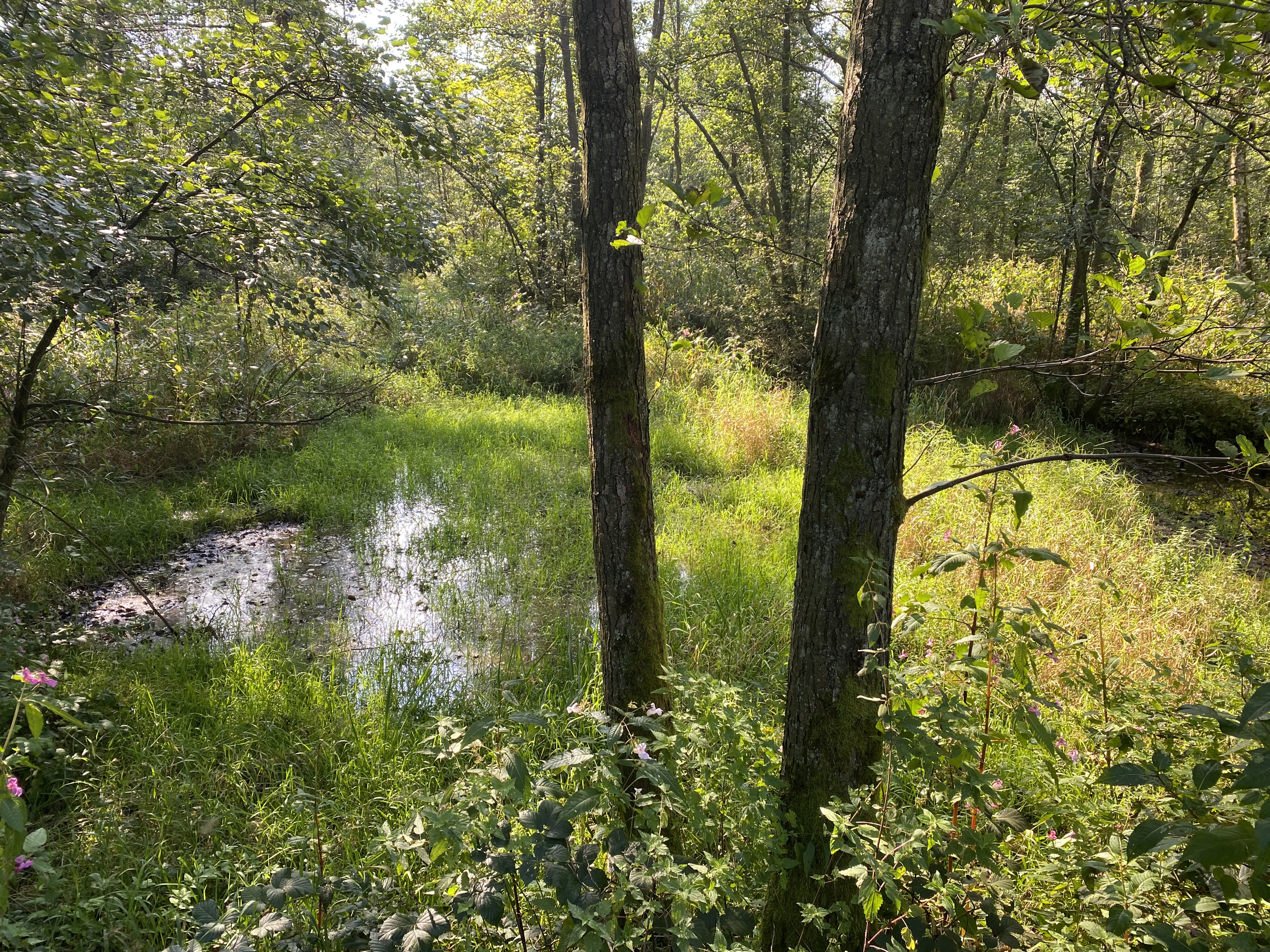
Feuchte Rinnen durchziehen den Erlensumpfwald